# Hospital Municipal Miguel Couto
O Hospital Municipal Miguel Couto (HMMC) é um hospital público situado no município do Rio de Janeiro conveniado ao Sistema Único de Saúde, localizado no bairro do Leblon. É o hospital de referência da área programática 2.1.

## História
Em 1933 iniciou-se a construção e instalação do Hospital Regional Periférico da Gávea que esteve a cargo da Diretoria-Geral de Assistência Municipal, sob a fiscalização da Comissão especialmente designada pelo Dr. Pedro Ernesto Batista, e em 6 de janeiro de 1934 foi lançada a pedra fundamental do Hospital da Gávea.
Em 21 de outubro de 1935, a unidade, através do Decreto 5.492, passou a ter denominação de Hospital Gastão Guimarães.
Em 25 de outubro de 1936, pelo Decreto 5.828, o Prefeito interino do Distrito Federal, Cônego Olympio de Mello, atribuiu nova denominação de Hospital Miguel Couto, que permanece até hoje.
Em 25 de outubro de 1936 o Hospital Municipal Miguel Couto é inaugurado solenemente pelo até então presidente da república Getúlio Vargas.
Em 1954/55 durante o governo do presidente Café Filho foi construído um novo prédio em anexo para o novo setor de traumatologia e radiologia no térreo consolidando o serviço de Ortopedia inaugurado em 1949, porém sem instalações próprias até aquele momento.